# Forever Slave
Forever Slave fue un grupo de metal gótico de España.

## Historia
En el año 2000, Sergio y Lady Angellyca deciden fundar Forever Slave. Una idea basada en una voz femenina acompañada por melodías de teclado. Tras los primeros meses de ensayo y la primera demo, “Hate” (2000), la banda incorpora varios miembros hasta alcanzar una estructura más compacta y definida. Es en ese momento cuando ve la luz “Schwarzer Ángel” (2001). 
En diciembre de 2003 y tras nuevos cambios en la formación, Forever Slave comienza la grabación de “Resurrection”, una ópera oscura sobre la vida de Isabel Bathory.
En la primavera de 2005, Forever Slave firma un contrato con la compañía alemana Armageddon Music. De esta forma logran grabar su álbum debut “Alice’s Inferno”, trabajo producido por Lars Ratz y grabado entre mayo y junio de ese mismo año. “Alice’s Inferno” consigue llegar al “top ten” de ventas de la distribuidora francesa “Underclass”, top 27 en Tipo España y álbum del mes en la revista especializada Metal Hammer.[cita requerida]El artwork de “Alice’s Inferno” fue realizado en su totalidad por Lady Angellyca.
Forever Slave participó en festivales presentando “Alice’s Inferno”. Por ejemplo: Wacken Open Air (Alemania), Metal Female Voices Fest (Bélgica) o Rock Stars Festival (España).
Poco después, y con la vista puesta en el siguiente disco, la banda reajustó de nuevo su formación. 
En agosto de 2007 Forever Slave termina su segundo álbum “Tales for Bad Girls”, un disco que trata de temas como el SIDA, las drogas, relaciones homosexuales, cibersexo y pederastia, en una colección de relaciones prohibidas. Abril de 2008 fue la fecha de salida del álbum, a la par que la gira europea. Realizan un tour por toda Europa junto a los americanos Kamelot y los griegos Firewind. 
“Tales for Bad Girls” salió en Europa por Wacken Records/SPV. El 7 de octubre de 2008 vio la luz en EE. UU. a través de SPV USA y renovó su formación.
Desde 2009, los integrantes de FS trabajaban en varios proyectos diferentes y al mismo tiempo en un posible tercer álbum que en principio vería la luz en 2011. Con el paso del tiempo la posible fecha de lanzamiento se aplazó para 2013 y el grupo anunció por redes sociales en 2013 que estaban oficialmente de vuelta en el estudio. Aun así el disco sigue sin ser lanzado y la última nota en redes sociales es de 2015. Ni la web oficial del Forever Slave ni la web personal de Lady Angellyca han sido actualizadas desde 2015, por lo que es muy probable que el grupo esté disuelto.

## Miembros de la banda
- Lady Angellyca - voz
- Sergio Valath - guitarra y teclados
- Azrhael - bajo
- Sento - batería

## Demos
- Hate (2000)
- Schwarzer Engel (2001)
- Resurrection (2003)

## Discografía
- Alice's Inferno (2005)[11]
- Tales for Bad Girls (2008)[12]

## Lista de Títulos[13]
| 1 |  | Overture: The Dark Secret Misteries In Carpathians |
| 2 |  | Erzébet Báthory's Song                             |
| 3 |  | In Autumnal Equinox                                |
| 4 |  | Ophelia's Eyes                                     |
| 5 |  | Beyond Death's Embrace                             |
| 6 |  | Requiem: Funeral Of The Lost Soul                  |